# Формула 1 — сезона 1979
30. сезона Формуле 1 је одржана 1979. године од 21. јануара до 7. октобра. Вожено је 15 трка. Поред тога, вожене су још 3 трке које се нису бодовале за првенство возача и конструктора. Ферари је освојио конструкторски наслов првака, а његов двојац је завршио на првом и другом месту у поретку. Џоди Шектер је освојио наслов, а Жак Вилнев је завршио други.